# Themiste cymodoceae
Themiste cymodoceae (лат.) — вид несегментированных бентосных морских червей — сипункулид из семейства Themistidae, встречается по побережью вокруг Австралии. Обитает в норках, выкопанных между морских трав.

## Описание
Themiste cymodoceae имеет несегментированное тело с луковообразным туловищем и узкую переднюю концевую секцию («интроверт»). Кончик переднего конца несёт сложный венчик из щупалец. Стенка тела гладкая бледно-серая. В сокращённом состоянии тело морского червя — скользкое, вероятно, благодаря секрету из железистых клеток дермиса и эпидермиса.

## Ареал
Themiste cymodoceae встречается в Австралии, где обитает в межприливной зоне.

## Экология
Themiste cymodoceae отличается от других сипункулид тем, что обитает в корневых клубках морских трав Amphibolis, растущего в мелководной приливной зоне, и взморника (Zostera). Червь постепенно выкапывет камеру с прочной стенкой, в которой постоянно держится, выдвигая свой передний кончик с венцом щупалец для питания.
Этот вид, в отличие от большинства сипункулид, которые питаются разлагающимся органическим материалом, является фильтратором. Он выдвигает свой передний конец с коронообразным венчиком щупалец для задержки взвешенных частиц детрита, фекального материала, бактерий, водорослей и мелких беспозвоночных.
T. cymodoceae благодаря своей живучести используется в исследованиях. Возможно, большая площадь поверхности щупалец этого вида используется в качестве дыхательной системы, так же как в родственном виде Themiste hennahi. T. cymodoceae способен жить длительное время без доступа кислорода, оставаясь живым в течение нескольких дней в дегазированной воде, используя запасы кислорода в клетках крови.